# Suburræterna
Suburræterna è una serie televisiva italiana, liberamente ispirata al romanzo Suburra di Giancarlo De Cataldo e Carlo Bonini, basata sul film di Stefano Sollima ed è lo spin-off di Suburra - La serie.

## Trama
A Roma, nel 2011, Amedeo Cinaglia, dopo aver lasciato la politica, ha raccolto l'eredità di Samurai nel mondo di mezzo e gestisce gli affari criminali della Capitale insieme a Ferdinando Badali, Adelaide Anacleti, Angelica Sale e Nadia Gravone. Alberto Anacleti, detto "Spadino", è invece costretto a tornare a casa per salvare la sua famiglia da un nuovo pericolo: la vendetta dei fratelli Luciani, i cui genitori erano stati uccisi dagli Anacleti anni prima.

## Episodi
| Stagione       | Episodi | Pubblicazione |
| -------------- | ------- | ------------- |
| Prima stagione | 8       | 2023          |

## Personaggi e interpreti

### Personaggi principali
- Alberto "Spadino" Anacleti, interpretato da Giacomo Ferrara. Ha lasciato Roma da tre anni e si è rifatto una nuova vita a Berlino dove ha un fidanzato e ha un locale nel quale suona come DJ. Torna a Roma per il funerale della madre e si vede costretto a riprendere gli affari di famiglia alleandosi nuovamente con Cinaglia.
- Amedeo Cinaglia, interpretato da Filippo Nigro. Dopo aver lasciato la politica, ha avviato una cooperativa che si occupa di manutenzione delle strade, delle aree verdi e del decoro urbano. Il suo obiettivo ora è quello di mettere le mani sull'affare del nuovo stadio di Roma e per farlo ottiene nuovamente l'aiuto di Spadino per fermare Ercole Bonatesta e Armando Tronto.
- Angelica Sale, interpretata da Carlotta Antonelli. Dopo la partenza di Spadino, si è risposata con Damiano Luciani da cui ha avuto due figli maschi. Con il marito tradirà gli Anacleti iniziando un nuovo scontro.
- Nadia Gravone, interpretata da Federica Sabatini. Dopo la morte di Aureliano continua a gestire le più importanti piazze di spaccio fino a quando viene scalzata dai Luciani.
- Damiano Luciani, interpretato da Marlon Joubert. È il marito di Angelica Sale con la quale cerca di scalzare gli Anacleti.
- Ercole Bonatesta, interpretato da Aliosha Massine. È un consigliere comunale imparentato con i Luciani che vuole mettere le mani sull'affare dello stadio così come Cinaglia.
- Armando Tronto, interpretato da Federigo Ceci. È un potente cardinale che scalza Nascari dalla Fondazione per poter mettere la mani sull'affare dello stadio insieme a Bonatesta.
- Fiorenzo Nascari, interpretato da Alberto Cracco. Il cardinale, ancora alleato di Cinaglia, perde potere all'interno del Vaticano venendo scalzato da Armando Tronto.
- Miriana Murtas, interpretata da Giorgia Spinelli. È l'ambizioso capo di gabinetto del sindaco che da una parte si mostra vicina a Bonatesta, con cui ha una relazione clandestina, ma dall'altra parte è alleata con Cinaglia.
- Giulia Luciani, interpretata da Yamina Brirmi. È la sorella di Damiano e Cesare che è in perenne contrasto con Angelica e Nadia.
- Cesare Luciani, interpretato da Morris Sarra. È il fratello di Damiano e Giulia ed è quello meno presente nelle dinamiche.
- Victor Anacleti, interpretato da Gabriele Di Stadio. È il figlio di Manfredi nonché nipote di Spadino.

### Personaggi secondari
- Adelaide Anacleti, interpretato da Paola Sotgiu. È la madre di Alberto con il quale era entrato in contrasto più volte. Dopo la partenza del figlio ha consentito alla nuora Angelica Sale di rimanere a vivere nella sua villa con il nuovo marito Damiano Luciani ma finirà per essere uccisa dalla ragazza nel corso di un agguato dei Luciani.
- Ferdinando Badali, interpretato da Emmanuele Aita. È il boss siciliano che si era alleato con Amedeo Cinaglia dopo la morte di Samurai. Viene ucciso dai Luciani in un agguato.
- Vito Bonatesta, interpretato da Alberto Testone. È il nonno di Ercole sopravvissuto all’agguato degli Anacleti del 1990.
- Mesut, interpretato da Sohel Altan Gol. È il fidanzato di Alberto Anacleti che vive e lavora con lui a Berlino.
- Moreno, interpretato da Mirko Faro. È il braccio destro di Nadia Gravone morto in uno scontro con i Luciani a Ostia.
- Felipe, interpretato da Ignacio Paurici. È l'assistente di Armando Tronto.
- Guerino, interpretato da Romano Talevi. È il reggente della famiglia Anacleti dopo la morte di Adelaide che aveva orchestrato l’agguato ai Luciani nel 1990.
- Ottaviano De Santis, interpretato da Mattia Sbragia. È il padre di Alice e quindi suocero di Cinaglia.
- Cerocchi, interpretato da Claudio Camilli. È il braccio destro di Amedeo Cinaglia.
- Dario Santenocito, interpretato da Francesco La Mantia. È un imprenditore di origine siciliana trapiantato a Roma che si allea con Ercole Bonatesta per eliminare il cugino Ferdinando Badali e per investire nell’affare dello stadio.
- Mollanone, interpretata da Nadia Rinaldi. È una criminale di Ostia che inizialmente cerca di ostacolare i Luciani.
- Stefania Dominici, interpretata da Manuela Morabito. È l'assessore comunale con delega alla sicurezza che inizialmente è scettica riguardo alle proposte di Bonatesta.
- Vito Bonatesta nel 1990, interpretato da Massimiliano Cutrera.

## Distribuzione
Il 25 ottobre 2023 viene diffuso il trailer.
La serie, come per quella precedente, è distribuita da Netflix dal 14 novembre 2023.
I primi due episodi della serie vengono presentati inoltre al Festival del Cinema di Roma, durante la serata di chiusura del 29 ottobre 2023, per poi essere proiettati nuovamente il 2 novembre dello stesso anno al Lucca Comics.